# 1-й гаубичный артиллерийский полк
1-й гаубичный артиллерийский полк — воинское соединение Вооружённых сил СССР в Великой Отечественной войне.

## История
Полк формировался в составе 1-й танковой дивизии c июня 1940 года на базе конно-артиллерийского дивизиона 25-й кавалерийской дивизии.
В действующей армии с 22 июня 1941 по 11 декабря 1941 года.
С 17 июня 1941 года перебрасывается из места постоянной дислокации в район Алакуртти, к началу войны прибыл в Алакуртти.
С 17 июля 1941 года полк в составе дивизии перебрасывается в Ленинград через Петрозаводск, однако в связи с осложнившейся обстановкой был разгружен в Петрозаводске и 23 июля 1941 года поддерживает наступление 2-го танкового полка дивизии по дороге Кутчезеро — Ведлозеро. По-видимому после наступления вновь погружен в эшелоны и направился в Ленинград. В дальнейшем по-видимому занял позиции юго-западнее Ленинграда, можно предположить, что один дивизион в ходе августовского немецкого наступления отошёл на Ораниенбаумский плацдарм и вошёл в подчинение 8-й армии, оставшаяся же часть отошла к Ленинграду и действовала на непосредственных подступах к городу с юга.
11 декабря 1941 года расформирован.

## Подчинение
| Дата            | Фронт (округ)       | Армия                         | Корпус | Дивизия              | Бригада | Примечания                                |
| --------------- | ------------------- | ----------------------------- | ------ | -------------------- | ------- | ----------------------------------------- |
| 22.06.1941 года | Северный фронт      | 14-я армия                    | -      | 1-я танковая дивизия | -       | -                                         |
| 01.07.1941 года | Северный фронт      | 14-я армия                    | -      | 1-я танковая дивизия | -       | -                                         |
| 10.07.1941 года | Северный фронт      | 14-я армия                    | -      | 1-я танковая дивизия | -       | -                                         |
| 01.08.1941 года | Северный фронт      | Кингисеппский участок обороны | -      | -                    | -       | -                                         |
| 01.09.1941 года | Ленинградский фронт | -                             | -      | -                    | -       | -                                         |
| 01.10.1941 года | Ленинградский фронт | -                             | -      | -                    | -       | без 2-го дивизиона в подчинении 8-й армии |
| 01.11.1941 года | Ленинградский фронт | -                             | -      | -                    | -       | точных данных нет                         |
| 01.12.1941 года | Ленинградский фронт | -                             | -      | -                    | -       | точных данных нет                         |

## Командиры
- Воронич, Борис Владимирович, майор[1]